# 天津滨海-中关村科技园
天津滨海-中关村科技园，简称滨海中关园，2016年11月于天津滨海新区挂牌成立，是中国首个跨省市全面改革试验区。滨海中关园实行“双主任”管理模式，由北京中关村和天津滨海新区共同管理，其前身是2009年成立的北塘经济区。

## 历史沿革

### 北塘经济区阶段
2009年，滨海新区成立北塘经济区，为滨海新区定位中小企业总部功能区。
2014年，划归天津经济技术开发区。
2014年8月6日，天津市党政代表团赴北京市学习考察，京津双方签署了《北京市人民政府天津市人民政府共建滨海-中关村科技园合作框架协议》。

### 京津共建阶段
2016年11月，天津滨海-中关村科技园挂牌成立，北塘企业总部园区办公室由天津经济技术开发区管委会管理机构调整为滨海新区政府派出机构，并更名为天津滨海-中关村科技园管理委员会。